# La Ruina

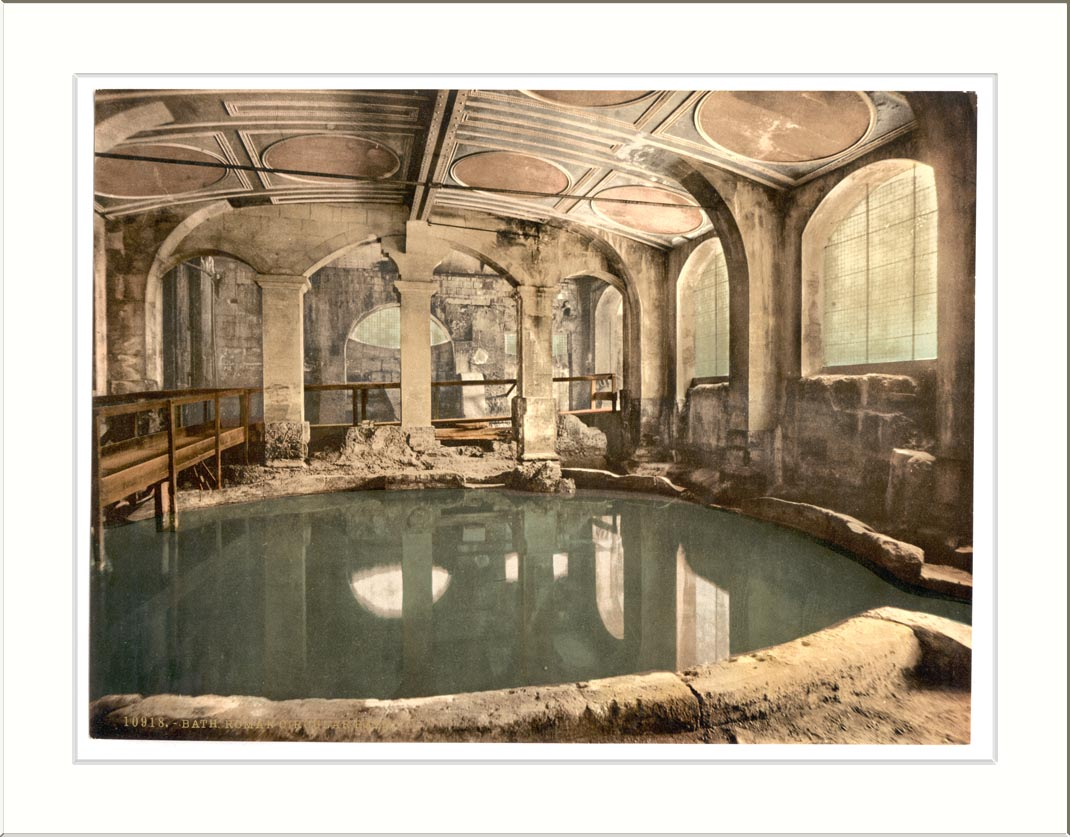
Piscina romana en Bath, Inglaterra. La piscina y las ruinas romanas pueden ser las mencionadas en el poema.

"La Ruina" es una poema elegíaco en inglés antiguo, escrita en los siglo VIII o IX por un autor desconocido probablemente y publicada en el siglo X en el Libro de Exeter, una códice que recoge varios poemas y adivinanzas. El poema evoca la antigua gloria de una antigua ciudad en ruinas, marcando el contraste entre el ilustre pasado con el presente decadente. Algunos expertos apuntan que el texto hace referencia a unas ruinas de la ciudad de Bath. 

## El manuscrito
El poema que tenemos hoy en día consta de cuarenta y nueve líneas, recogido en el Libro de Exeter en los folios 123b-124b entre "Mensaje del marido" y 34 adivinanzas. Está escrito cerca del final del manuscrito, en ambos lados de la hoja. Una gran quemadura en el centro de la página ha hecho que parte del texto sea ilegible.

## Contenido
El poeta desconocido reflexiona sobre cómo lo que en su día eran ruinas, en el pasado eran grandes estructuras destruidas por el paso del tiempo y el destino. 

## Crítica literaria moderna

### Escenario
Una de las principales controversias intenta descifrar a cuál ciudad se refería el poeta anónimo. Heinrich Leo sugirió en 1865 que la ciudad representada era la ciudad de Bath. Otros han sugerido Chester, el Muro de Adriano, o que no describe ninguna ciudad en particular. Sin embargo, el consenso general entre los analistas ha sido que Bath era la ciudad que el autor describía a lo largo del poema.
Hay tres características a las que se hace referencia claramente en el poema que, viéndolas todas juntas, solo podrían estar en la ciudad de Bath: la fuente termal mencionada al final del poema (en oposición al agua calentada artificialmente), las muchas salas de baño, y la mención de la existencia de un estanque circular. Además, la descripción coincide con la apariencia estimada de la ciudad durante la primera mitad del s. IV.

### Temas
En un primer lugar, el poema parece una descripción directa de la apariencia de las ruinas. No obstante, algunos eruditos ven la posibilidad de otras interpretaciones en las suposiciones hechas por el poeta sobre las actividades que antaño se realizaban en ellas. William Johnson ve el poema no como un reflejo de la apariencia física del sitio, sino más bien como un esfuerzo evocador para poner "las ruinas y los seres humanos en una relación polar como reflejos simbólicos entre sí". Lo entiende como una metáfora de la existencia humana, una demostración de que toda belleza debe llegar a su fin. Desde esta perspectiva, el autor de "La Ruina" podría estar describiendo la caída del Imperio Romano mostrando su una vez grande y hermosa estructura reducida a escombros tal como lo fue el imperio. De manera similar, Alain Renoir señala el uso que hace el autor de la palabra "wyrde", que significa "destino", como la razón del deterioro de los edificios, lo que implica la inevitable fugacidad de las cosas hechas por el hombre: "que todo el esplendor humano, como los propios seres humanos, está condenado a la destrucción y al olvido".
Mientras que "La Ruina" puede verse desde una perspectiva sentimental, también se puede ver desde una perspectiva imaginativa . Arnold Talentino ve el poema no como un lamento doloroso, sino como una condena enojada de las personas reales que provocaron la destrucción. Esta interpretación sería históricamente más realista en el sentido de que reflejaría una visión muy cristiana de la destrucción, un tema común en los poemas en inglés antiguo. Talentino afirma: "Su visión de lo que una vez fue y sus pensamientos al respecto indican que los antiguos habitantes de la ciudad causaron su caída, que los muros que se derrumban son, al menos en parte, el efecto de una estructura social que se desmorona".
"La Ruina" comparte la cosmovisión melancólica de algunos de poemas anglosajones contemporáneos como El navegante, El vagabundo y Deor . Pero a diferencia de  otras elegías, no utiliza el tópico de ubi sunt . Renoir y R.F. Leslie también señalan que mientras "El vagabundo" tiene un propósito moral, "La Ruina" tiene un tono distante.